# Sint-Luciaspotlijster
De Sint-Luciaspotlijster (Ramphocinclus sanctaeluciae) is een zangvogel uit de familie Mimidae (spotlijster). Eerder werd deze vogel beschouwd als een ondersoort van de witborstspotlijster waarvan na deze splitsing de naam is gewijzigd in Martiniquespotlijster (R. brachyurus).

## Verspreiding en leefgebied
De soort komt voor op Saint Lucia in een beperkt gebiedje aan de noordoostkust. Het leefgebied is terrein met dicht struikgewas met een dikke laag bladerstrooisel, soms in de buurt van water of bij rotsen en ravijnen. De vogel wordt ook wel gezien in aangetast, secundair bos of in tuinbouwgebied, maar broedt daar niet.

## Status
De Sint-Luciaspotlijster heeft een zeer beperkt verspreidingsgebied en daardoor is de kans op uitsterven aanwezig. De grootte van de populatie werd in 2016 door BirdLife International geschat op 1030 individuen en de populatie-aantallen nemen af door habitatverlies. Om deze redenen staat deze soort als bedreigd op de Rode Lijst van de IUCN.